# (32699) 1286 T-2
1286 T-2 (asteroide 32699) é um asteroide da cintura principal. Possui uma excentricidade de 0.12573120 e uma inclinação de 4.55991º.
Este asteroide foi descoberto no dia 29 de setembro de 1973 por Cornelis Johannes van Houten e Ingrid van Houten-Groeneveld e Tom Gehrels em Palomar.